# Omiltemia
Omiltemia là một chi thực vật có hoa trong họ Thiến thảo (Rubiaceae).

## Loài
Chi Omiltemia gồm các loài: